# タイムボム
「タイムボム」 (Timebomb) は、オーストラリアのシンガーソングライターカイリー・ミノーグによって発表された楽曲。

## 背景
2012年、「K25」と題した歌手デビュー25周年を記念したプロジェクトが始動し、その中の一つとして毎月25日にTwitter上にて、特定のハッシュタグをつけたツイートが一定数に達するとサプライズな動画が公開されるというファン参加型の企画が一年間に渡り行われた。「タイムボム」は5月25日にその一環として発表された。この曲は配信限定シングルとしてのみリリースされたが、全米iTunesミュージック・ビデオ・チャートで1位になるなどその反響は絶大であった。また発表からしばらくして、この曲はカイリーにとって9曲目となる全米クラブチャートでの首位を獲得した。
リリースから長い間アルバムに未収録だったが、2019年のオールタイム・ベスト『ステップ・バック・イン・タイム: ザ・ディフィニティヴ・コレクション』でアルバム初収録となった。

## トラック・リスト
- デジタル・ダウンロード[4]

1. "Timebomb" - 2:57
2. "Timebomb (Music Video)" - 3:32

- CDシングル

1. "Timebomb" – 2:57
2. "Timebomb" (Extended Version) – 4:30
3. "Timebomb" (music video) – 3:36

- UK デジタル・リミキシーズ

1. "Timebomb" (DADA Vocal Remix)
2. "Timebomb" (Rauhofer Big Room Mix)
3. "Timebomb" (Rauhofer Club Mix)
4. "Timebomb" (Steven Redant & Phil Romano Remix)
5. "Timebomb" (Italia3 Remix)
6. "Timebomb" (DADA Instrumental)
7. "Timebomb" (Style Of Eye Remix)
8. "Timebomb" (Extended Version)

- オーストラリア　デジタル・リミキシーズ

1. "Timebomb" (Extended Version)
2. "Timebomb" (Peter Rauhofer Remix)
3. "Timebomb" (DADA Remix)
4. "Timebomb" (Steven Redant & Phil Romano Remix)
5. "Timebomb" (Style Of Eye Remix)
6. "Timebomb" (Italia3 Remix)